# Moist
I Moist erano una band Alternative rock, attiva tra il 1992 e il 2000, nata a Vancouver in Canada e capitanata dal cantautore David Usher.

## Storia
I Moist si formano intorno al 1990, il gruppo è composto da David Usher (voce), Mark Makowy (chitarra), Kevin Young (tastiera), Jeff Pearce (basso) e Paul Wilcox (batteria).
Nel novembre 1992 il gruppo inizia a preparare del nuovo materiale e nel gennaio 1993 inizia a esibirsi dal vivo.
David si dimostra essere un compositore pieno di talento e sfaccettature: è influenzato dal lato più oscuro della vita e nei testi tratta tematiche differenti quali politica, religione, attualità; ma sempre attraverso riflessioni profonde e intime.
Inoltre è un frontman pieno di carisma e vitalità.
Nel febbraio dello stesso anno il gruppo registra il suo primo demo in modo indipendente (registrano i propri pezzi in una audiocassetta) intitolato "Moist".
Il demo riceve critiche e recensioni positive, così la band parte per un tour attraverso il paese tra l'agosto 1993 e l'aprile 1994.
Il gruppo grazie alle sue entusiasmanti esibizioni live comincia a farsi conoscere, così nell'ottobre 1993 firmano un contratto con l'etichetta canadese EMI April Music.
Così nel febbraio 1994 esce il primo album della band Silver mixatio da Terry Brown (Rush, Klaatu) e Chris Waddell (Doughboys) e prodotto Kevin Hamilton e dalla stessa band.
L'album ottiene un ottimo successo (vende 400.000 in Canada) e un buon responso dalla critica grazie ai singoli "Push", "Silver" e "Believe Me" .
Il disco è pieno di emotività, emozioni oscure e angoscianti che David racconta attraverso la sua voce appassionata, a volte sussurrando a volte gridando la sua frustrazione.
Tutto è sostenuto da un suono di chitarra potente dal ritmo "tormentato", che non entra in contrasto con l'interiorità del disco grazie all'accompagnamento del pianoforte che sembra dare atmosfera gotica ai pezzi.
Nel 1994 firmano un contratto (stavolta a livello mondiale) con l'etichetta EMI Music Canada.
Alla fine del 1996 esce il secondo album Creature.
Il disco conferma il talento di compositore di David e lo stile del gruppo: un Rock emozionante carico di energia che ha come sfondo un malinconico pianoforte.
Nel febbraio 1997 aprono 4 concerti a Toronto dei I Mother Earth, i concerti fanno il tutto esaurito, a luglio suonano come headliner al Molson Amphitheatre con tre band che facevano da spalla.
Nell'estate del 1998 David Usher parallelamente al progetto Moist inizia la sua carriera solista pubblicando Little Songs.
Nel 1999 il gruppo pubblica il suo ultimo album "Mercedes 5 and Dime" prodotto e mixato da David Leonard.
Il disco è forse più elettrico rispetto ai precedenti (forse un po' meno apprezzato dai fan di vecchia data), inoltre c'è una svolta nello stile: accostando al tradizionale rock della band nuove sonorità attraverso l'uso del sintetizzatore, in certe parti le sonorità sono più incisive in altre meno ma nel complesso si abbinano molto bene tra loro.
Nel 2001 esce Machine Punch Through una raccolta di successi della band.

## Dopo i Moist
David Usher continua la sua carriera solista dopo lo scioglimento del progetto Moist pubblicando nel 2001 Morning Orbit, nel 2003 Hallucinations e nel 2005 If God Had Curves.
Jeff Pearce ha formato la band rock Rye con la quale ha pubblicato nel 2004 Wolves il primo album.
Mark Makoway ha pubblicato The Indie Band Bible una guida all'industria musicale.

## Il nome Moist
Tra il 1993 e il 1994 un'altra band utilizzava il nome Moist, precisamente a Brighton nel Regno Unito, e aveva uno stile folk rock.
Questo provocò uno scontro con i loro omonimi canadesi, quindi decisero di cambiare il nome, il gruppo però presto si scolse (per motivi indipendenti da questo fatto).
Hanno prodotto una audiocassetta di 8 canzoni e contenente una cover di "It's All Mine" dei World Party; alcuni componenti hanno continuato la loro carriera nei Flannel.
Anche nella metà degli anni novanta un'altra band Pop rock formata a Londra nel decise di chiamarsi Moist.
La band era formata da Lyndon Courtney (tastiere), Stuart Lovett (voce), Dave Young (chitarra), Ian (basso) e Nigel (batteria).
Non fecero nessuna registrazione ufficiale ma produssero vari demo e video dei concerti (incluse due loro performance molto popolari "Free" e "Fly").
Infatti una caratteristica di questa band erano le esibizioni live in cui portavano capelli lunghi, camicie hippy e pantaloncini corti neri.
Il nome Moist fu ripreso di nuovo nel 2005 da un gruppo metal jazz, formato da Ralf Littlejohn (sax), Peter Marsh (basso), Andy Cato (batterista) e Simon Hopkins (chitarra).
Il gruppo è formato dagli ex componenti dei LOB, un gruppo di Londra attivo dai tardi anni novanta fino al 2004 che combinava un potente suono elettronico con suono jazz.

## Formazione
- David Usher - voce
- Mark Makoway - chitarra
- Kevin Young - tastiere
- Jeff Pearce- Basso
- Paul Wilcox - batteria

## Discografia
Album in studio
- 1994 - Silver
- 1996 - Creature
- 1999 - Mercedes 5 and Dime

Raccolte
- 2001 - Machine Punch Through

Demo
- 1993 - Moist

Singoli
- 1994 - Push
- 1994 - Silver
- 1995 - Believe Me
- 1996 - Leave It Alone
- 1996 - Resurrection
- 1997 - Tangerine
- 1997 - Gasoline
- 1999 - Breathe
- 1999 - Underground
- 1999 - Comes and Goes